# Gösta Andersson
Erik Gösta Andersson (ur. 15 lutego 1917 w Selånger, zm. 12 września 1975 w Sundsvall) – szwedzki zapaśnik. Dwukrotny medalista olimpijski.
Walczył w stylu klasycznym. Reprezentował Szwecję na zawodach międzynarodowych już przed wojną, ale olimpijskie sukcesy zaczął odnosić dopiero w latach 40. W 1948 w Londynie zwyciężył w wadze półśredniej. Cztery lata później w tej samej kategorii zajął drugie miejsce. Stawał na podium mistrzostw Europy, a w 1950 był medalistą mistrzostw świata. Pięciokrotnie zdobywał tytuły mistrza Szwecji.

## Starty olimpijskie
Londyn 1948
- styl klasyczny do 73 kg – złoto

Helsinki 1952
- styl klasyczny do 73 kg – srebro